# Chiesa bosniaca
La Chiesa bosniaca (bosniaco: Crkva Bosanska / Црква босанска, latino: Ecclesia bosniensis) è stata una Chiesa cristiana nella Bosnia medievale che era indipendente e considerata scismatica sia dalla cattolica romana sia dalle gerarchie ortodosse orientali, pur mantenendo comunque una teologia essenzialmente cattolica (sono troppo deboli per poter essere accettate, infatti, le tesi che collegano la Chiesa bosniaca a dualisti, manichei e bogomili), in maniera simile ad esempio alla Chiesa anglicana.
Gli aderenti della chiesa si chiamavano semplicemente Krstjani ("cristiani") o Dobri Bošnjani ("buoni bosniaci"). Organizzazione e credenze della Chiesa sono poco conosciuti, perché ben pochi documenti ci sono stati lasciati dai suoi membri, e la Chiesa bosniaca è perciò conosciuta soprattutto dagli scritti di fonti esterne, particolarmente quelle cattoliche.

## Storia

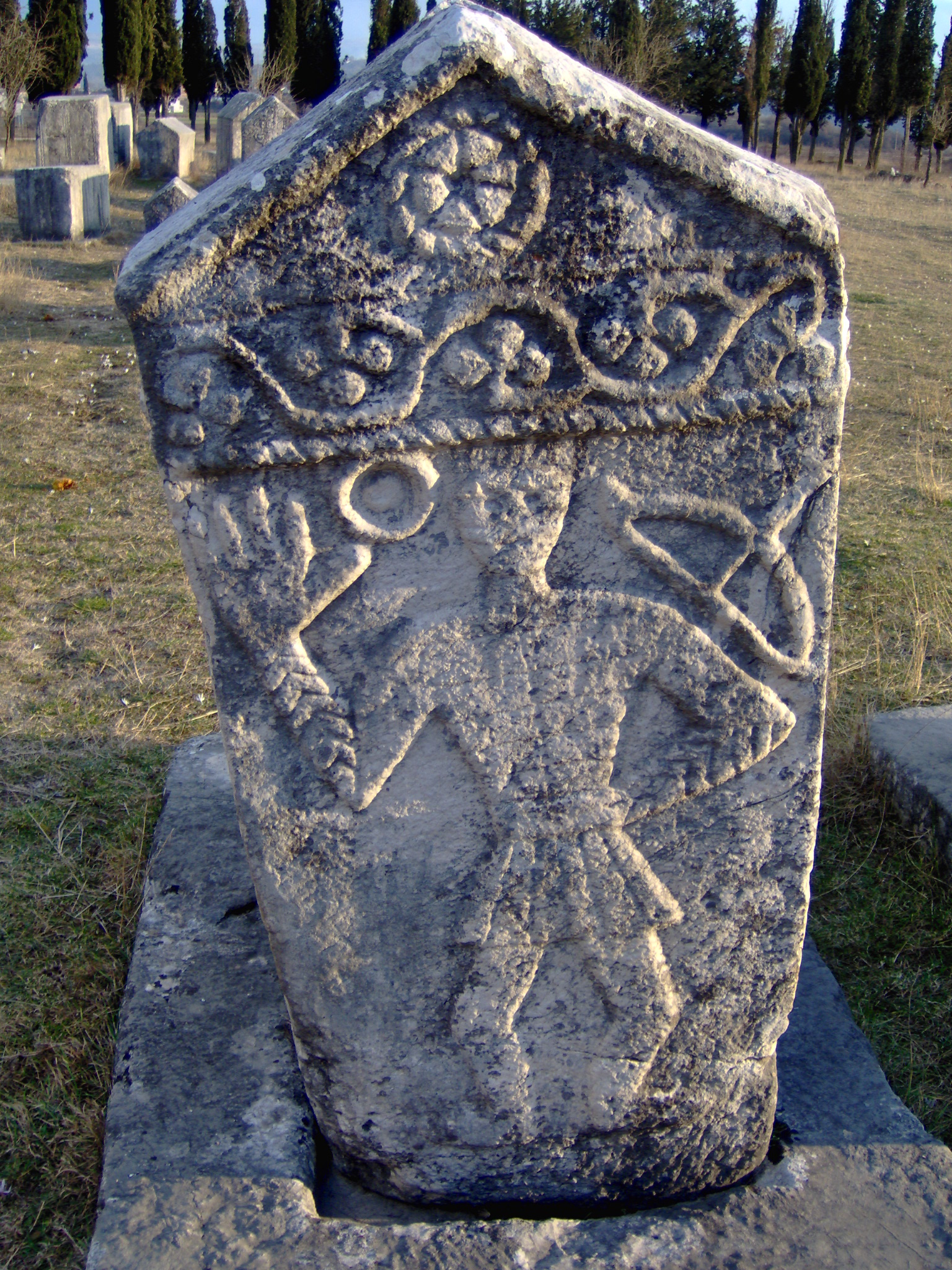
Tomba bosniaca medievale (Stećak)

Le valli della Bosnia si trovavano nell'alto medioevo all'intersezione di due aree di influenza politico-culturale e di cristianizzazione. La prima latina, interpretata dai missionari legati a Roma che scendevano dai monasteri di San Candido e Kremsmünster lungo la Drava e la Sava per cristianizzare la Slovenia e la Croazia, e che sulla costa faceva riferimento al vescovato di Nona e poi all'arcivescovato di Spalato, capitale religiosa della Dalmazia. La seconda greca, legata all'imperatore d'Oriente e alla missione dei fratelli Cirillo e Metodio nell'area occupata dai popoli slavi, con lo sviluppo dell'alfabeto glagolitico e poi del cirillico di Clemente e Naum di Ocrida. Così, mentre i missionari della Chiesa latina arrivarono da nord, dopo aver già convertito le attuali popolazioni della Slovenia, della Slovacchia, dell'Ungheria e della Croazia, i missionari della Chiesa ortodossa arrivarono da sud, dall'attuale Bulgaria, dopo aver convertito le attuali popolazioni della Macedonia e della Serbia.
Missioni cristiane provenienti da Roma e da Costantinopoli si erano spinte fin dal IX secolo nei Balcani e avevano consolidato il cattolicesimo in Croazia e nella maggior parte della Dalmazia, mentre l'ortodossia era venuta a prevalere in Bulgaria, Macedonia, e, infine, nella maggior parte della Serbia. La Bosnia, che si trova in mezzo, rimase una terra di difficile penetrazione per le varie missioni cristiane, a causa del suo terreno montuoso e delle scarse comunicazioni. Nei secoli successivi, il cristianesimo in Bosnia ed Erzegovina fece prevalentemente riferimento a Roma.
Il banato di Bosnia intratteneva relazioni commerciali strette con la Repubblica di Ragusa, e il vescovo cattolico di Bosnia era piazzato sotto la sua giurisdizione. Per riprendere il controllo sulla Bosnia, l'Ungheria tentò di recuperare la giurisdizione sui vescovi di Bosnia, ma il bano Kulin lo impedì. Per poter condurre una crociata contro di lui, gli ungheresi tentarono di dimostrare al papa che il regno di Bosnia era un focolare d'eresia, accusa confortata dal fatto che alcuni catari vi avevano trovato rifugio. Kulin riunì allora un'assemblea e affermò la propria fedeltà a Roma l'8 aprile 1203 in presenza di un legato pontificio, mentre i fedeli abiuravano i propri errori e si impegnavano a seguire la dottrina cattolica romana.
Tuttavia il 15 maggio 1225 papa Onorio III incitò gli ungheresi a condurre una crociata contro la Bosnia. Essa, come le spedizioni precedenti, si rivelò fallimentare ed ebbe termine quando i mongoli apparvero in territorio ungherese.
Nel 1252 papa Innocenzo IV decise di rendere il vescovo di Bosnia suffraganeo della metropolia di Kalocsa, ma tale decisione provocò lo scisma dei cristiani bosniaci, che rifiutarono di sottomettersi agli ungheresi e ruppero le relazioni con Roma.
In tal modo si venne a costituire una Chiesa bosniaca autocefala, nella quale alcuni videro poi una chiesa bogomila o catara, mentre nessuna traccia di dualismo, catarismo o bogomilismo è stata ritrovata negli scritti dei cristiani di Bosnia.
Il centro religioso della Chiesa bosniaca si trovava a Moštre, nei pressi di Visoko, dove era stata fondata la Casa dei Krstjani.
La Chiesa bosniaca coesistette con la Chiesa cattolica per gran parte del tardo medioevo, in particolare durante il regno di Stjepan Kotromanić (1287-1314) che riconciliò la Bosnia con Roma, assicurando al tempo stesso la persistenza della Chiesa bosniaca scismatica. Non esistono cifre precise quanto al numero di aderenti alle due Chiese cristiane in Bosnia. Molti governanti bosniaci erano Krstjani, mentre altri come Tvrtko Kotromanić abbracciarono il cattolicesimo per ragioni politiche. Nonostante le numerose missioni francescane, la Chiesa bosniaca sopravvisse, pur indebolendosi progressivamente, fino alla sua scomparsa a seguito della conquista ottomana.

## Caratteristiche

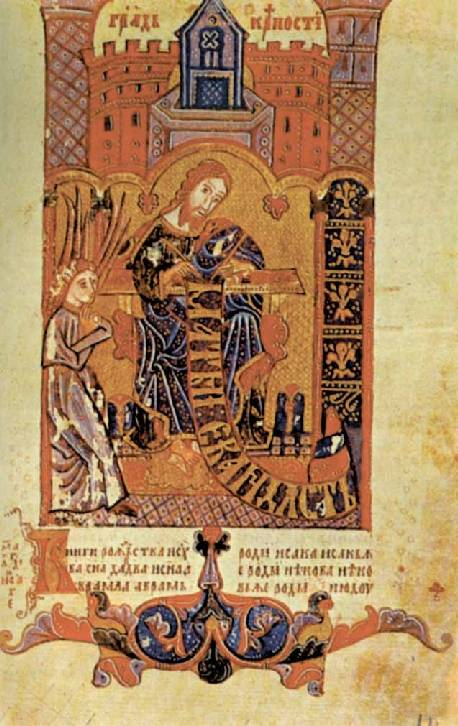
Miniatura dal Codice di Hval, conservato a Bologna

La Chiesa aveva un suo vescovo e utilizzava la lingua slava nella liturgia. Il vescovo era chiamato djed ("nonno", anziano), e aveva un consiglio di dodici uomini chiamati strojnici. I monasteri erano chiamati hiža (letteralmente "casa"), e i capi dei monasteri erano spesso chiamati gost (letteralmente "ospiti") e servivano come strojnici.
La Chiesa era composta principalmente da monaci in case monastiche sparse. Non aveva organizzazione territoriale e non affrontava questioni secolari oltre a partecipare alla sepoltura delle persone.  Eccezione degna di nota fu quando il re di Bosnia Stefano Ostoja, un membro della Chiesa bosniaca egli stesso, ebbe un djed come consigliere presso la corte reale tra il 1403 e il 1405, così come l'occasionale ruolo di un anziano krstjan' come mediatore o diplomatico.
Le lapidi monumentali chiamati stećci sono riconducibili alla Chiesa bosniaca.

### Relazioni con l'eresia dei bogomili
Alcuni studiosi hanno accusato la Chiesa bosniaca di essere legata all'eresia dei bogomili, una setta fortemente dualista dei cristiani gnostici, profondamente influenzata dal movimento pauliciano manicheo e dall'eresia patarina (a sua volta una variante del dualismo manicheo). Gli eretici bogomili a un certo punto si concentrarono soprattutto in Bulgaria e sono oggi riconosciuti dagli storici come progenitori diretti dei catari. La Chiesa bosniaca non aveva caratteristiche dualiste, e pertanto non era una chiesa eretica né per i cattolici né per gli ortodossi.
L'Inquisizione ha riferito dell'esistenza di una setta dualista in Bosnia alla fine del XV secolo, definiti "eretici bosniaci", ma secondo gli storici è improbabile che con tale setta si facesse riferimento alla Chiesa bosniaca. Lo storico Franjo Rački ha scritto su questo nel 1869 sulla base di fonti latine, ma lo studioso croato Dragutin Kniewald nel 1949 stabilì la credibilità dei documenti latini in cui la Chiesa bosniaca è descritta come eretica. Secondo alcuni i pochi dualisti bosniaci, che furono perseguitati sia dai cattolici sia dagli ortodossi, si sarebbero convertiti all'Islam al tempo della conquista ottomana. Per altri, essi sarebbero in gran parte scomparsi ben prima della conquista turca, così come la stessa Chiesa bosniaca.
Secondo Mauro Orbini (morto nel 1614), i patarini e i manichei sono stati due sette religiose cristiane in Bosnia. I manichei avevano un vescovo chiamato Djed e sacerdoti chiamati strojnici, gli stessi titoli attribuiti ai dirigenti della Chiesa bosniaca.

## Ricerche sulla Chiesa bosniaca
Il fenomeno dei cristiani bosniaci medievali ha attirato l'attenzione degli studiosi per secoli, ma è stato solo nel 1870 che venne pubblicata la monografia più importante sul tema, Bogomili i Patareni (Bogomili e Patarini) dell'eminente storico croato Franjo Rački. Rački sostenne che la Chiesa bosniaca era essenzialmente gnostica e manichea. Questa interpretazione è stata accettata, ampliata e sviluppata da una serie di storici successivi, tra i quali spiccano Dominik Mandić, Sima Ćirković, Vladimir Ćorović, Miroslav Brandt e Franjo Šanjek.
Tuttavia, un certo numero di altri storici (Leon Petrović, Jaroslav Sidak, Dragoljub Dragojlovic, Dubravko Lovrenović, e Noel Malcolm) hanno sottolineato teologicamente il carattere impeccabilmente ortodosso degli scritti cristiani bosniaci e ha affermato che per la spiegazione di questo fenomeno è sufficiente il relativo isolamento del cristianesimo bosniaco, che ha mantenuto molti tratti arcaici antecedenti il Grande Scisma del 1054.
Al contrario, lo storico statunitense dei Balcani John Fine non crede affatto nel dualismo della Chiesa bosniaca. Anche se egli rappresenta la sua teoria come una "nuova interpretazione della Chiesa bosniaca", la sua visione è molto vicina alle prime teorie di Jaroslav Sidak e di molti altri studiosi prima di lui. Fine ritiene che ci possano anche essere stati dei gruppi eretici al fianco della Chiesa bosniaca, ma che la Chiesa bosniaca stessa sia stata una semplice emanazione del cattolicesimo.